# خايرو هرنانديز
خايرو هرنانديز (بالإسبانية: Jairo Hernández Montoya)‏ هو دراج كولومبي، ولد في 13 أغسطس 1972 في Calarcá ‏ في كولومبيا.

## وصلات خارجية
- خايرو هرنانديز على موقع الاتحاد الدولي للدراجات (الإنجليزية)
- خايرو هرنانديز على موقع أرشيف الدراجات (الإنجليزية)
- خايرو هرنانديز على موقع نسبة الدراجات (الإنجليزية)